# Fatoumata Sall
Pour les articles homonymes, voir Sall.
Fatoumata Sall (ou Fatoumata Sallah en Gambie) est une princesse toucouleur, fille du lamtoro (chef toucouleur) qui régnait dans une province du Fouta-Toro au nord de l'actuel Sénégal. Elle est la mère de Ndiadiane Ndiaye, fondateur du royaume du Djolof et considéré comme l'ancêtre des Wolofs et de Barka Bo, Roi du Waalo.

## Biographie
Fatoumata Sall est la fille d'Amrame Sall, bien que ce nom soit sujet à controverse, certains préférant l'appeler Ali Imdirane. Amrame Sall offrit sa fille en récompense à un valeureux guerrier, Abou Dardai, un Chérif d'origine maure venant de Chinguetti. Les habitants de cette région, descendants du Prophète, sont connus sous le nom d'Ouladou Bousbahi, ce qui signifie "lionceaux" en khassaniya. Ils appartiennent à la famille Aidari, dont Ali Aidara, surnommé le Lionceau. Sa mère nommée Fatoumata Binetou Ahsatte, femme de d'Aboutalib, lui donna ce nom après qu'il eut tué un serpent alors qu'il était encore enfant, impressionnée par son courage.

## Mariage avec Abou Dardai
Arrivé au Fouta, un noble de grande envergure, Lam Toro Amrane Sall, offrit la main de sa fille, Fatoumata Sall, à Abou Dardai. Après cet acte honorable, Abou Dardai commença à repenser à tout ce qu’on lui avait dit concernant Fatoumata Binetou Rassoul: "C'est elle que tu prendras pour épouse."
Ainsi, la mère de Ndiadiane Ndiaye portait ce nom. Cependant, lors de son djihad, après son pèlerinage et les différentes régions qu’il traversa pour répandre l’islam, bien avant sa rencontre avec sa future femme, Abou Dardai fut blessé par une flèche empoisonnée. Le poison se répandait dans son corps et l’affaiblissait progressivement. Sentant le poids de la maladie et la mort approcher, il alla voir son épouse, Fatoumata Sall, et eut une conversation privée avec elle dans leur case. À ce moment-là, il était extrêmement fatigué et savait que ses jours étaient comptés. De plus, sa femme était enceinte, presque arrivée au terme de sa grossesse.
Abou Dardai annonce à Fatoumata Sall l’approche de sa mort, en lui rappelant une prophétie selon laquelle il ne serait plus en vie à la naissance de son fils, qui s’appellera Amadoul Amin. Il lui donne des instructions précises concernant l’avenir de leur enfant, soulignant que celui-ci, en tant que descendant du Prophète et Chérif, devra être protégé, bien éduqué et élevé selon les principes de l’islam. Abou Dardai recommande également de l'envoyer au Fouta pour apprendre le Coran, puis à Chinguetti pour parfaire ses connaissances en charia.
Abou Dardai reconnaît que Fatoumata Sall ressentira la solitude après sa mort, car elle perdra son mari et traversera une période de veuvage. Cependant, il insiste sur le fait que le décès de l’époux ne marque pas la fin du lien sacré du mariage. La discussion dura un bon moment. À l’issue de cet entretien, Abou Dardai prit avec lui un grand nombre de livres.
coraniques et se prépara à partir. Un voyage incertain s’amorçait alors. Il longea le fleuve Sénégal et poursuivit sa route. C’est finalement à Mboumba, près de Aéré Lao, qu'il rendit son dernier souffle.Il succomba à la blessure causée par une flèche, certains disent qu'il est mort en guerrier. 
Après sa mort, à la naissance de l’enfant, le veuvage prit fin. L’enfant naquit orphelin, fils unique de son père et de sa mère. Cependant, entre-temps, Fatoumata Sall donna naissance à un autre enfant. Cette naissance fut la principale raison de son départ, son exil du Fouta, jusqu’à son arrivée à Minguègne Boye.

## Remariage avec Mbarek Bo
Abou Dardai explique à Fatoumata Sall que, bien que le mariage soit une union sacrée, il lui accorde la permission de se remarier après sa mort. Il lui donne sa bénédiction pour qu’elle puisse avancer dans la vie sans être déstabilisée, mais insiste sur l'importance de choisir un homme pieux. Lorsqu’elle lui demande comment reconnaître un homme pieux, Abou Dardai décrit ses qualités: une maitrise parfaite du Coran, l'accomplissement des cinq prières quotidiennes, la pratique de l'aumône le respect des principes de l’islam et se rend à l’écart du village avec une bouilloire pour préserver sa pureté. Pendant cette discussion, Mbarick Bo, l’esclave ou disciple fidèle d’Abou Dardai, écoute discrètement. Bien qu'Abou Dardai et Fatoumata Sall croient être seuls à discuter à Galate, Mbarick Bo, que le maître avait éduqué et formé au Coran, écoute attentivement toutes les consignes données.
Après avoir bien assimilé les instructions, Mbarick Bo décida de les suivre volontairement. Son souhait principal était de demander la main de Fatoumata Sall après la disparition de son maître bien-aimé. 
Fatoumata Sall décida finalement d’attendre que son fils, Ndiadiane, atteigne l’âge adulte avant de discuter avec lui du sujet concernant l’esclave de son père. Ce dernier n’était pas un simple esclave: Abou Dardai l’avait choisi comme son bras droit, jouant le rôle de secrétaire particulier.
Le mariage fut annoncé, mais Ndiadiane Ndiaye, troublé par les événements, décida de fuir vers le fleuve de Gallat, près de Bakel, la capitale de Lam Toro, située sur la rive gauche. Il disparut mystérieusement par la suite. Inconnu des habitants qui le voyaient parfois, Ndiadiane Ndiaye n'était pourtant pas mort. Certains racontent qu'il avait survécu grâce à ses talents de nageur, tandis que d'autres affirment qu'il possédait la capacité de vivre à la fois dans l’eau et sur terre, protégé par des génies.